# روبرت جوردون
روبرت جوردون (بالإنجليزية: Robert Gordon)‏ (و. 1947 – م) هو موسيقي، ومغني، وممثل، وكاتب سيناريو، من الولايات المتحدة الأمريكية، ولد في بيثيسدا، ماريلاند.

## التعليم
تعلم في ثانوية بيثيسدا تشيفي تشيس ‏.

## وصلات خارجية
- روبرت جوردون على موقع IMDb (الإنجليزية)
- روبرت جوردون على موقع ميوزك برينز (الإنجليزية)
- روبرت جوردون على موقع أول موفي (الإنجليزية)
- روبرت جوردون على موقع أول ميوزيك (الإنجليزية)
- روبرت جوردون على موقع ديسكوغز (الإنجليزية)
- روبرت جوردون على موقع قاعدة بيانات الفيلم (الإنجليزية)